# Clubiona neocaledonica
Clubiona neocaledonica är en spindelart som beskrevs av Lucien Berland 1924. Clubiona neocaledonica ingår i släktet Clubiona och familjen säckspindlar.
Artens utbredningsområde är Nya Kaledonien. Inga underarter finns listade i Catalogue of Life.